# Un attimo sospesi
Un attimo sospesi è un film del 2008, diretto e sceneggiato da Peter Marcias.
Il film è stato presentato in concorso al São Paulo International Film Festival 2008 nella sezione "New Directors Competitions".